# IC 432
Шаблон:Туманність IC
IC 432 — туманність типу RN (відзеркалююча туманність) у сузір'ї Оріон.
Цей об'єкт міститься в оригінальній редакції індексного каталогу.